# 北海道幕別高等学校
北海道幕別高等学校（ほっかいどうまくべつこうとうがっこう、英: Hokkaido Makubetsu High School）は、北海道中川郡幕別町に設立されていた道立高等学校。

## 沿革
- 1948年（昭和23年）11月5日 - 北海道立池田女子高等学校（現北海道池田高等学校）幕別分校として開校する。
- 1951年（昭和26年）4月1日 - 北海道幕別高等学校として独立する。
- 1963年（昭和38年）4月8日 - 自動車科、商業科開設
- 1965年（昭和40年）3月31日 - 道立に移管される。
- 1978年（昭和53年）3月31日 - 商業科閉科
- 1988年（昭和63年）3月31日 - 自動車科閉科
- 2019年（平成31年）4月1日 - 江陵高等学校との統合に伴い、生徒募集停止。
- 2021年（令和3年）3月31日 - 年度終了と共に閉校[1]。江陵高等学校と統合[2]。次年度から北海道幕別清陵高等学校が開校。